# Amselina effendi
Amselina effendi is een vlinder uit de familie van de dominomotten (Autostichidae). De wetenschappelijke naam van de soort is, als Eremica effendi, voor het eerst geldig gepubliceerd in 1963 door Gozmany.

## Andere combinaties
- Eremica effendi Gozmany, 1963
- Eremicamima effendi (Gozmany, 1963)